# Christian Giudicelli
Pour les articles homonymes, voir Giudicelli.
Christian Giudicelli, né le 27 juin 1942 à Nîmes et mort le 14 mai 2022 à Paris, est un écrivain et critique littéraire français. Il est l'auteur de neuf romans.

## Biographie
Doté d'« ascendances corses », fils de « petits fonctionnaires nîmois », il est élève du lycée de garçons de Nîmes, où il obtient son baccalauréat.
Il monte ensuite à Paris aux côtés du peintre Claude Verdier, où il fréquente la Sorbonne sans toutefois obtenir de diplôme.
En 1966 il entre dans la carrière littéraire, avant d'intégrer France Culture l'année suivante.
En 1969, il est élu correspondant de l'Académie de Nîmes, fonction qu'il conserve jusque dans les années 1990.
En 1986 son septième roman, Station balnéaire, obtient le prix Renaudot.
Il intègre le jury du Renaudot en 1993. Il collabore à La Nouvelle Revue française, à Combat, aux Cahiers des saisons, à La Quinzaine littéraire, au Figaro Magazine, à Écrivain magazine, ainsi qu'aux programmes littéraires de France Culture. Il a dirigé également la collection « La Fantaisie du voyageur » aux éditions du Rocher, dont le dernier titre est paru en 2008, puis la collection « Le sentiment géographique » aux éditions Gallimard à partir de 2010.

### Liens avec Gabriel Matzneff
Très proche de Gabriel Matzneff, il est son éditeur chez Gallimard et se définit comme son « fidèle complice »,. Il l'accompagne dans certains de ses voyages à Manille durant les années 1980, et aurait reconnu ensuite des relations sexuelles avec des mineurs dans ce cadre ; il le défend aussi au Renaudot en 2013 pour que le jury lui décerne le prix de l'essai.
En 2020, Mediapart rapporte que, dans le cadre de l'enquête pour « viols commis sur mineurs de moins de 15 ans » visant Matzneff, des écrits de ce dernier qui seraient conservés par Giudicelli sont recherchés par la police. Il annule parallèlement sa participation au jury du prix Valery-Larbaud. À l'automne, son maintien au jury du Renaudot nourrit une polémique,, les écrivains Aurélien Delsaux et Sophie Divry allant jusqu'à voir dans cette confrérie « la lie de l'édition »,.

### Vie privée et mort
Il a été le compagnon de Claude Verdier jusqu'à sa mort en 1997.
Il meurt le 14 mai 2022 à Paris, des suites d'un cancer, à l'âge de 79 ans. Il est inhumé au cimetière parisien de Pantin, en Seine-Saint-Denis.

## Œuvres

### Romans, essais
- Le Jeune Homme à la licorne, 1966 prix Paul-Flat[21]
- Une leçon particulière, 1968 prix Roberge[21]
- Une poignée de sable, 1971 prix Max-Barthou[21]
- Mémoires d'un traducteur (entretiens avec Maurice-Edgar Coindreau), 1974
- Les Insulaires, 1976 prix Max-Barthou pour la 2e fois[21]
- Une affaire de famille, 1981 prix Valery-Larbaud
- Le Point de fuite, 1984
- Station balnéaire, 1988 prix Renaudot
- Double Express, 1990
- Quartiers d'Italie, 1993 prix Jean-Freustié
- Jacques Noël, entretiens, 1993
- Celui qui s'en va, 1996
- Fragments tunisiens, 1998
- Parloir, roman autobiographique, 2002
- Après toi, 2004
- Les Passants, 2007 grand prix de littérature Henri-Gal[21]
- Claude Verdier, peintre, 2007
- Square de la Couronne, 2010 prix Cazes
- Tunisie, saison nouvelle, 2012
- Tour de piste, 2012
- La Planète Nemausa, Gallimard, 2016  (ISBN 978-2-07-017828-5)
- Le Jour qui vient, Gallimard, 2017  (ISBN 978-2-07-271872-4)
- Juvenilia, Saint-Pourçain-sur-Sioule, Bleu autour, 2018  (ISBN 978-2-35848-101-4)
- Les Spectres joyeux, Gallimard, 2019  (ISBN 978-2-07-284018-0)

### Théâtre
- La Reine de la nuit, 1977
- Le Chant du bouc, 1981
- Première Jeunesse, 1987
- Les Lunatiques, 1993
- Bon baisers du Lavandou, suivi de Bécasouille, 2000
- Karamel, 2003
- Avec Jean-Paul Farré, Secret Défense, mise en scène Anne-Marie Gros et Jean-Marie Lecoq, 2006